# David Quirós Brito
David Quirós Brito (l'Hospitalet de Llobregat, 1974) és un polític català. Membre de la Comissió Executiva Nacional del Partit dels Socialistes de Catalunya, i actualment és alcalde provisional de l'Hospitalet de Llobregat en substitució de la seva predecessora, Núria Marín.

## Formació i activitat professional
Diplomat en relacions laborals per la Universitat de Barcelona i màster de direcció pública per la Universitat Ramon Llull. Ha estat entrenador d'equips de basquetbol base a l'Hospitalet.

## Carrera política
La seva militància política es va iniciar a les Joventuts Socialistes de Catalunya (JSC), el 1998 va ser escollit primer secretari de l'organització juvenil a l'Hospitalet de Llobregat, càrrec que va ocupar fins al 2004.
En el 15è congrés del PSC va ser escollit Secretari nacional.
La seva carrera política es va iniciar com a assessor de l'àrea de planificació i espai públic de l'Ajuntament de l'Hospitalet.
El 26 de juliol de 2016 va prendre possessió de l'acta de regidor de l'Ajuntament de l'Hospitalet, des de 2016, en substitució de la regidora Mercè Perea que fou escollida diputada al Congrés dels Diputats, llavors va ocupar la regidoria de Cultura, Innovació Social i regidor del Districte III.
Arran de les eleccions de 2019 va ser nomenat Tinent d'alcaldia de l'Ajuntament de l'Hospitalet i responsable de l'Àrea d'Educació, Innovació i Cultura i, novament, regidor del Districte III.
Va tornar a ser reelegit com regidor a les eleccions de 2023, des de llavors és 3r tinent d'alcaldia, essent el responsable de l'Àrea de Serveis a les Persones de l'Ajuntament de l'Hospitalet amb les competències d'innovació, educació, cultura, esports i gent gran.
En el marc de les seves responsabilitats com a regidor de l'Ajuntament de l'Hospitalet ha impulsat projectes com L'Hospitalet 6.0 per la transformació digital urbana o el Districte Cultural de l'Hospitalet.
En l'exercici del seu càrrec ocupa diversos càrrecs a ens, fundacions i empreses: membre del patronat de la Fundació Arranz Bravo, del Consorci per a la Normalització Lingüística i del Consell del CPNL de l'Hospitalet, representant a l'Associació Internacional de Ciutats Educadores, membre delegat de la Red Española de Ciudades Inteligentes (RECI) i representant a la Red de Entidades Locales para la Agenda 2030 de la Federación Española de Municipios i Províncias (FEMP).
El 2023 va ser nomenat diputat provincial a la Diputació de Barcelona, ocupant el càrrec de Diputat delegat de Recursos Humans a la Diputació de Barcelona i vicepresident de Localret. El 22 de maig de 2024, l'ex alcaldessa de l'Hospitalet, Núria Marín, va anunciar que el juny de 2024 deixaria l'alcaldia i que el seu successor seria David Quirós.